# Allan Wells
Pour les articles homonymes, voir Wells.
Allan Wipper Wells, né le 3 mai 1952, est un ancien athlète écossais qui est devenu champion olympique pour le Royaume-Uni lors des Jeux olympiques d'été de 1980.

## Biographie
Né à Édimbourg, Wells pratiquait à l'origine le triple saut et le saut en longueur. Il se concentre sur le sprint dès le début des années 1970. En 1978, il remporte deux médailles pour l'Écosse lors des jeux du Commonwealth, devenant le sprinter le plus rapide du Royaume-Uni.
Wells n'utilisait jamais de starting-blocks, jusqu'à ce qu'une règle ne l'y obligeât pour les Jeux olympiques de Moscou. Après avoir battu en quarts de finale le record britannique en 10 s 11, Wells arrive en finale face au favori cubain Silvio Leonard. Wells remporte le titre de très peu, devenant à 28 ans le plus vieux champion olympique sur 100 m de l'époque. La finale du 200 m est également très disputée, mais Wells ne termine que deuxième, en 20 s 21 (autre record britannique), derrière Pietro Mennea, le recordman du monde, vainqueur en 20 s 19. Il termina encore quatrième avec le relais britannique du 4 × 100 m.
Wells affronte ensuite en meeting les meilleurs sprinteurs américains, absents aux Jeux pour cause de boycott, et parvient à les battre, démontrant ainsi que son titre olympique n'était pas usurpé.
Il remporte encore deux titres aux Jeux du Commonwealth en 1982, mais échoue en demi-finale aux Jeux olympiques d'été de 1984.
En juin 2015, un documentaire diffusé par la BBC (Panorama : Catch Me If You Can) révèle des allégations de dopage faites à l'encontre de Wells par un ancien coéquipier. Le champion olympique du 100 mètres en 1980 aurait commencé à se doper en 1977. Allan Wells a nié les allégations.

## Palmarès

### Jeux olympiques d'été
- Jeux olympiques d'été de 1980 à Moscou ( Union soviétique)
  -  Médaille d'or sur 100 m en 10 s 25
  -  Médaille d'argent sur 200 m en 20 s 21
  - 4e en relais 4 × 100 m en 38 s 62
- Jeux olympiques d'été de 1984 à Los Angeles ( États-Unis)
  - éliminé en demi-finales sur 100 m
  - forfait sur 200 m
  - 7e en relais 4 × 100 m

### Championnats du monde d'athlétisme
- Championnats du monde d'athlétisme de 1983 à Helsinki ( Finlande)
  - 4e sur 100 m
  - 4e sur 200 m

### Championnats d'Europe d'athlétisme
- Championnats d'Europe d'athlétisme de 1978 à Prague ( Tchécoslovaquie)
  - 6e sur 100 m
- Championnats d'Europe d'athlétisme de 1986 à Stuttgart ( Allemagne de l'Ouest)
  - 5e sur 100 m
  - 5e sur 200 m

### Jeux du Commonwealth
- Jeux du Commonwealth de 1978 à Edmonton ( Canada)
  -  Médaille d'argent sur 100 m
  -  Médaille d'or sur 200 m
  -  Médaille d'or en relais 4 × 100 m
- Jeux du Commonwealth de 1982 à Brisbane ( Australie)
  -  Médaille d'or sur 100 m
  -  Médaille d'or sur 200 m